# コレって変ですか〜!?
『コレって変ですか〜!?』（コレってへんですか〜）は、1998年10月22日から1999年3月4日までフジテレビ系列局で放送されていたフジテレビ製作のバラエティ番組である。放送時間は毎週木曜 19:00 - 19:53 （日本標準時）。

## 概要
ある地域では当たり前になっている習慣・風習・流行も別の地域住民の目には奇異に映るといった、地域間でのカルチャーギャップを取り上げていた番組。毎回の調査テーマは、基本的に視聴者から寄せられた情報や彼らからの疑問・質問をもとにして決められていた。司会は三宅裕司と谷村新司が、進行役は当時フジテレビアナウンサーの春日由実が、ナレーターは犬山イヌコが務めていた。
番組は後に、健康法・美肌法・しわ取り法などの体のケアと関係するものの中でもひときわ変なものを紹介する「コレ変グランプリ」などの企画をスタートさせた。さらに1999年1月21日放送分からはクイズ形式の企画も行っていたが、番組はそれから1か月で終了した。

## スタッフ
- 演出：上野修平・朝川昭史（日本テレワーク）
- プロデューサー：古賀憲一・簾畑健治（日本テレワーク）、近藤孝子（共同テレビ）
- 技術協力：ニユーテレス、FLT、共同テレビジョン、オムニバス・ジャパン、ヴェントゥオノ
- 美術協力：フジアール
- 企画協力：共同テレビ
- 制作協力：日本テレワーク
- 制作著作：フジテレビ